# John Taylor (Politiker, 1941)
John Mark Taylor (* 19. August 1941 in Hampton in Arden, Warwickshire; † 28. Mai 2017 in Solihull, Warwickshire) war ein britischer Politiker der Conservative Party, der unter anderem von 1979 bis 1984 Mitglied des Europäischen Parlaments und zwischen 1983 und 2005 Mitglied des House of Commons war sowie verschiedene Juniorminister-Posten bekleidete.

## Leben
John Mark Taylor, Sohn von Wilfred und Eileen Martha Taylor, absolvierte nach dem Besuch der 1553 gegründeten renommierten Bromsgrove School ein Studium am  College of Law of England and Wales und war danach als Solicitor tätig. Bei der Europawahl am 7. Juni 1979 wurde er für die Conservative Party im Wahlkreis „Midlands East“ zum Mitglied des Europäischen Parlaments gewählt und gehörte diesem vom 17. Juli 1979 bis zum 23. Juli 1984 an. Er gehörte während dieser Zeit der Fraktion (Europäische Demokraten ED) als Mitglied an und war zwischen dem 1. September 1981 und dem 8. März 1982 stellvertretender Vorsitzender sowie im Anschluss vom 9. März 1982 bis zum 10. April 1983 Mitglied des Vorstands dieser Fraktion. Zugleich war er zwischen dem 20. Juli 1979 und dem 9. April 1981 Mitglied des Haushaltsausschusses und vom 20. Juli 1979 bis zum 21. Januar 1982 auch Mitglied des Ausschusses für Haushaltskontrolle sowie vom 10. April 1980 bis zum 8. Juli 1982 zudem Mitglied des Politischen Ausschusses. Des Weiteren gehörte er zwischen dem 24. Oktober 1979 und dem 21. Januar 1982 der Delegation im Gemischten Parlamentarischen Ausschuss für die Assoziation EWG–Türkei sowie vom 11. April 1983 bis zum 12. März 1984 der Delegation für die Beziehungen zur Volksrepublik China als Mitglied an.
Bei der Unterhauswahl am 9. Juni 1983 wurde Taylor für die konservativen Tories als Nachfolger seine Parteifreundes Percy Grieve im Wahlkreis „Solihull“ erstmals zum Mitglied des House of Commons gewählt und gehörte diesem bis zu seiner Niederlage gegen Lorely Burt von den Liberal Democrats bei der Unterhauswahl am 5. Mai 2005 an.
Nachdem John Taylor von 1987 bis 1988 Parlamentarischer Privatsekretär sowie zwischen 1988 und 1989 stellvertretender Parlamentarischer Geschäftsführer (Assistant Whip) war, fungierte er vom 26. Juli 1989 bis zum 28. November 1990 als Parlamentarischer Geschäftsführer der Fraktion der Conservative Party im Unterhaus sowie zugleich als Lord des Schatzamtes (Lord of the Treasury). Am 28. November 1990 löste er David Lightbown als Vice-Chamberlain of the Royal Household ab und fungierte damit bis zu seiner Ablösung durch Sydney Chapman am 15. April 1992 als Stellvertreter des Oberkammerherrn (Lord Chamberlain of the Household). Im Anschluss fungierte er im Kabinett Major II von 1992 bis 1995 zuerst Parlamentarischer Sekretär beim Lordkanzler sowie daraufhin als Nachfolger von Jonathan Evans zwischen dem 29. November 1995 und seiner Ablösung durch Nigel Griffiths 1. Mai 1997 als Parlamentarischer Staatssekretär im Ministerium für Handel und Industrie (Parliamentary Under-Secretary of State for Trade and Industry). Zum Ende seiner Unterhauszugehörigkeit gehörte er vom 28. Mai 2004 bis zum 11. April 2005 dem Innenausschuss als Mitglied an.
Seine 1979 geschlossene Ehe mit Catherine Ann Hall wurde später geschieden.